# Dicrurus
Genre
Dicrurus est un genre de passereaux de la famille des Dicruridae. Les oiseaux de ce genre sont tous appelés drongos. 

## Description
Les drongos sont des oiseaux généralement noirs, gris ou arborant des teintes métalliques, insectivores, dont l'aire de répartition s'étend de la zone afrotropicale à la zone indomalaise avec de nombreuses espèces endémiques à différentes îles de l'Océan Indien.

### Liste des espèces
D'après la classification de référence (version 5.2, 2015) du Congrès ornithologique international (ordre phylogénique) :
- Dicrurus ludwigii – Drongo de Ludwig
- Dicrurus atripennis – Drongo de forêt
- Dicrurus adsimilis – Drongo brillant
- Dicrurus modestus – Drongo modeste
- Dicrurus fuscipennis – Drongo de Grande Comore
- Dicrurus aldabranus – Drongo d'Aldabra
- Dicrurus forficatus – Drongo malgache
- Dicrurus waldenii – Drongo de Mayotte
- Dicrurus macrocercus – Drongo royal
- Dicrurus leucophaeus – Drongo cendré
- Dicrurus caerulescens – Drongo à ventre blanc
- Dicrurus annectans – Drongo à gros bec
- Dicrurus aeneus – Drongo bronzé
- Dicrurus remifer – Drongo à rames
- Dicrurus balicassius – Drongo balicassio
- Dicrurus hottentottus – Drongo à crinière
- Dicrurus menagei – Drongo de Tablas
- Dicrurus sumatranus – Drongo de Sumatra
- Dicrurus densus – Drongo de la Sonde
- Dicrurus montanus – Drongo des Célèbes
- Dicrurus bracteatus – Drongo pailleté
- Dicrurus megarhynchus – Drongo de Nouvelle-Irlande
- Dicrurus andamanensis – Drongo des Andaman
- Dicrurus paradiseus – Drongo à raquettes
- Dicrurus lophorinus – Drongo drongup